# Жаохе
46°47′52″ пн. ш. 134°00′36″ сх. д. / 46.79776° пн. ш. 134.01° сх. д.
Жаохе (кит. 饶河县, пін. Ráohé Xiàn) — один із повітів КНР у складі префектури Шуан'яшань, провінція Хейлунцзян. Адміністративний центр — містечко Жаохе.

## Географія
Жаохе у середньому лежить на висоті близько 55 метрів над рівнем моря у горах Ваньдашань. Східним кордоном повіту слугує річка Уссурі.

### Клімат
Повіт знаходиться у зоні, котра характеризується вологим континентальним кліматом з теплим літом. Найтепліший місяць — липень із середньою температурою 21,3 °C. Найхолодніший місяць — січень, із середньою температурою -20,1 °С.
| Клімат повіту Жаохе     | Клімат повіту Жаохе | Клімат повіту Жаохе | Клімат повіту Жаохе | Клімат повіту Жаохе | Клімат повіту Жаохе | Клімат повіту Жаохе | Клімат повіту Жаохе | Клімат повіту Жаохе | Клімат повіту Жаохе | Клімат повіту Жаохе | Клімат повіту Жаохе | Клімат повіту Жаохе | Клімат повіту Жаохе |
| Показник                | Січ.                | Лют.                | Бер.                | Квіт.               | Трав.               | Черв.               | Лип.                | Серп.               | Вер.                | Жовт.               | Лист.               | Груд.               | Рік                 |
| Середній максимум, °C   | −13,9               | −8,4                | 0,2                 | 11,5                | 19                  | 24                  | 26,5                | 25,5                | 20,1                | 11,3                | −1,4                | −11,4               | 8,6                 |
| Середня температура, °C | −20,1               | −15,5               | −6                  | 5,5                 | 12,6                | 18,2                | 21,3                | 20,3                | 13,8                | 5,4                 | −6,4                | −16,8               | 2,7                 |
| Середній мінімум, °C    | −25,9               | −22,4               | −12,4               | −0,1                | 6,5                 | 12,7                | 16,7                | 15,9                | 8,3                 | 0                   | −11,1               | −21,9               | −2,8                |
| Норма опадів, мм        | 8.8                 | 7                   | 16.3                | 32.2                | 57.4                | 69.7                | 121.6               | 128.5               | 66.3                | 41.9                | 18.4                | 11.7                | 579.8               |
| Вологість повітря, %    | 71                  | 69                  | 65                  | 62                  | 64                  | 74                  | 80                  | 83                  | 78                  | 67                  | 67                  | 71                  | 70.9                |
| ----------------------- | ------------------- | ------------------- | ------------------- | ------------------- | ------------------- | ------------------- | ------------------- | ------------------- | ------------------- | ------------------- | ------------------- | ------------------- | ------------------- |
| Джерело: data.cma.cn    |                     |                     |                     |                     |                     |                     |                     |                     |                     |                     |                     |                     |                     |